# Amphisbaena manni
Espèce
Amphisbaena manni est une espèce d'amphisbènes de la famille des Amphisbaenidae.

## Répartition
Cette espèce est endémique d'Hispaniola. Elle se rencontre en Haïti et en République dominicaine.

## Publication originale
- Barbour, 1914 : A Contribution to the Zoögeography of the West Indies, with Especial Reference to Amphibians and Reptiles. Memoirs of the Museum of Comparative Zoölogy, vol. 44, n. 2, p. 205-359 (texte intégral).